# Forze speciali italiane
Le forze speciali italiane sono le unità delle forze armate italiane appositamente designate a condurre operazioni speciali.

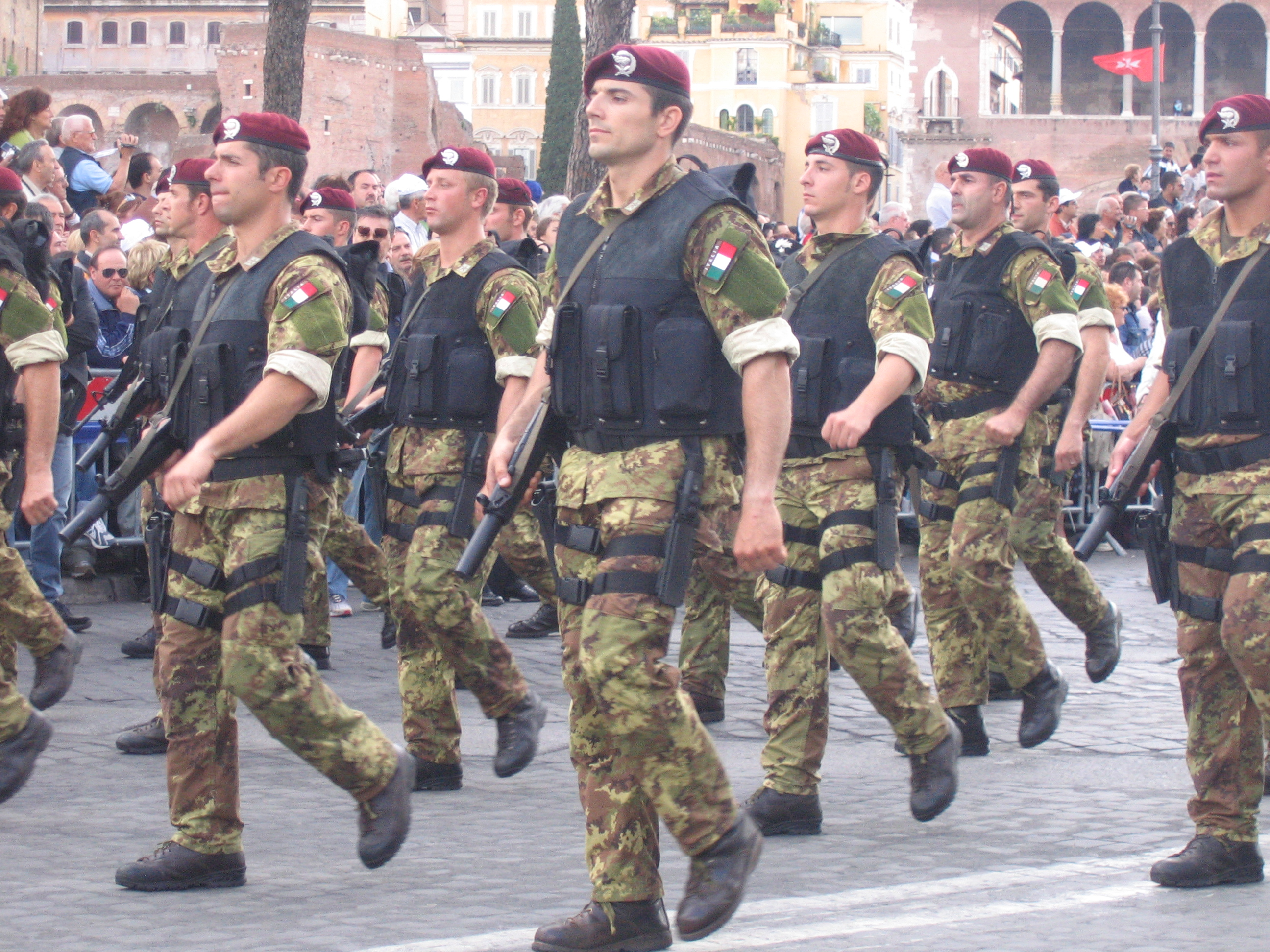
Gli incursori del 9º Reggimento d'assalto paracadutisti "Col Moschin" a Roma durante la parata della festa della Repubblica.

## Storia

### La prima guerra mondiale e gli "arditi"
Le prime forze speciali in Italia furono gli Arditi, speciali reparti d'assalto del Regio Esercito costituiti nel 1917, durante la prima guerra mondiale. 

Un Operatore Gamma della Xª MAS

In quel conflitto nacquero anche i gruppi di incursione marittima: gli specialisti della Regia Marina utilizzarono mezzi come i MAS ed i "maiali" (una sorta di siluro pilotato da un operatore che lo "cavalcava").

### Il ventennio fascista e la seconda guerra mondiale
Nel 1939 nacque la Iª Flottiglia MAS, poco dopo ridenominata Xª Flottiglia MAS insieme alla specialità "uomini d'assalto", i cui eredi dal 1960 sono gli incursori del Comando Raggruppamento Subacquei e incursori “Teseo Tesei".
Gli Arditi distruttori della Regia Aeronautica (ADRA), furono un reparto operante nella seconda guerra mondiale, soprattutto in Africa Settentrionale, con il basco color sabbia, oggi ancora simbolo del 17º Stormo incursori dell'AMI. Inizialmente inquadrato nel 1º Reggimento d'assalto "Amedeo d'Aosta"  della R.A. divenne autonomo sul finire del 1942.
Nel Regio Esercito ci furono alcuni reparti speciali della 185ª Divisione Paracadutisti "Folgore" costituita nel 1941 e, soprattutto, il 10º Reggimento arditi, erede della specialità arditi della grande guerra.

### Il secondo dopoguerra e la riorganizzazione

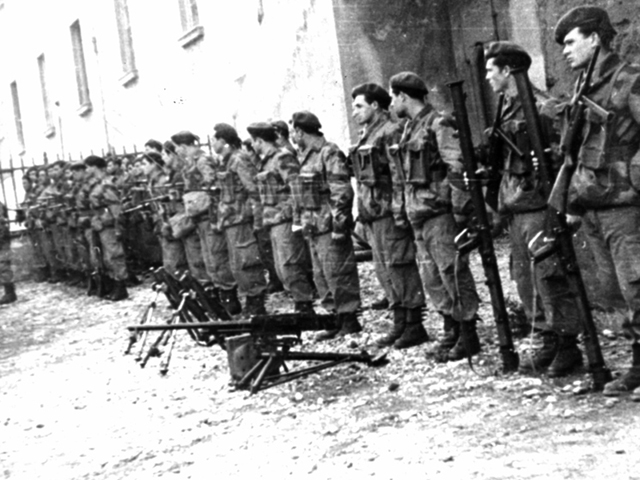
Un reparto di arditi incursori negli anni '50

In seno all'Esercito Italiano, nel 1954 nacque invece il Reparto Sabotatori Paracadutisti, di stanza a Pisa, primo nucleo del Col Moschin.
Nel 1964 all'Aeroporto di Alghero-Fertilia veniva costituita una Sezione aerei leggeri (S.A.L.) a supporto e dipendente dal Raggruppamento Unità Speciali (R.U.S.).
Nell'ottobre del 1977 l'allora ministro dell'interno Francesco Cossiga ordinò la creazione di  "UN.I.S." (Unità di intervento speciale) che si sarebbero dovute specializzare in anti-terrorismo e liberazione ostaggi. Da una aliquota del 1º Battaglione carabinieri paracadutisti dei carabinieri, fu creato nel febbraio 1978 il Gruppo di intervento speciale (GIS), primo specifico reparto antiterrorismo costituito "ad hoc" in ambito militare italiano.
Ma fu il 30 dicembre 1985 la data di nascita delle forze speciali della Repubblica: furono istituiti i Gruppi operativi speciali (GOS) su disposizione dell'allora ministro della difesa Spadolini, e furono chiamate a farne parte una quota del Col Moschin dell'Esercito e una del COMSUBIN della Marina, per operazioni speciali del SISMI.
Nacquero anche le unità di supporto: nel 1992 il 39º Gruppo Squadroni della Cavalleria dell'Aria "Drago" dell'Aviazione dell'Esercito fu il primo reparto italiano che impiegò dei sistemi di visione notturna, cosa che, insieme con l'altissima specializzazione ed esperienza del personale, ha consentito l'impiego di uomini e mezzi del Reparto nelle Missioni Fuori area, contribuendo ad ampliare la capacità operativa notturna dei contingenti italiani, mentre il 26º Gruppo Squadroni "Giove" inquadrato nella Brigata paracadutisti "Folgore", grazie alla tipologia di addestramento congiunto con paracadutisti e incursori, sarebbe poi diventato il 26º Reparto elicotteri operazioni speciali - REOS una volta svincolato dalla Brigata.

### Gli anni 2000
Nel marzo 2003 dall'Aeronautica Militare viene costituito il "Reparto incursori A.M.I." (RIAM), poi 17º Stormo incursori.
Nel 2004 nasce il CO.F.S., il Comando interforze per il coordinamento delle operazioni speciali. Quello stesso anno il GIS dei carabinieri viene validato come forze speciali.
Dal 2006 al 2016 in Afghanistan, in ambito ISAF, ha operato la Task Force 45, inizialmente comandata dal tenente colonnello Roberto Vannacci. Dal 2013 un team di forze speciali italiane, a rotazione, è di stanza nella base militare italiana di supporto "Amedeo Guillet" di Gibuti.
Nel luglio 2014 il 28º Reggimento "Pavia" per la guerra psicologica, entra nelle forze di supporto per operazioni speciali.
Con l'art. 7-bis della legge 11 dicembre 2015, n. 198 è stato previsto che i servizi d'intelligence italiani (l'AISE) per singole missioni all'estero possano utilizzare unità delle forze speciali, colmando una lacuna rispetto ai servizi di altri paesi.

### Dalla riforma del 2017

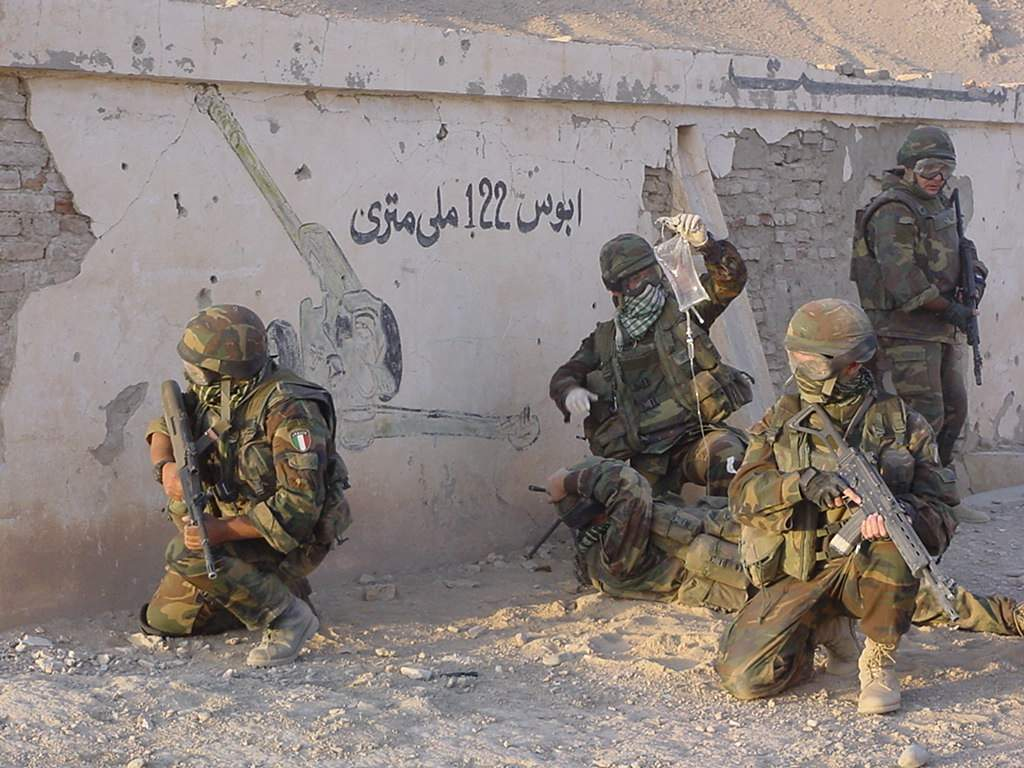
Alpini paracadutisti del 4º Reggimento in Afghanistan

Visto l'utilizzo sempre più continuo per incarichi NATO delle forze speciali italiane nel "gruppo di forze ad alta prontezza della NATO destinate a compiere le operazioni speciali", nel 2017 il COFS ha previsto di inserire come forze speciali anche i due reggimenti dell'Esercito già Forze per Operazioni Speciali, il 4º Reggimento alpini paracadutisti e il 185º Reggimento paracadutisti ricognizione acquisizione obiettivi. L'inserimento nelle forze speciali italiane viene validato nell'ottobre 2018 con l'esercitazione "Notte scura 2018".
E' allo studio da parte del COFS l'ammissione nelle FOS anche a una compagnia del 1º Reggimento carabinieri paracadutisti "Tuscania", alla Compagnia operazioni speciali del 1º Reggimento "San Marco" della Marina Militare e alla compagnia di Supporto terrestre alle Operazioni speciali (STOS) del 16º Stormo "Protezione delle Forze".
Nel giugno 2024 è stato quindi autorizzato dal capo di stato maggiore della difesa l'ingresso del 1º Reggimento carabinieri paracadutisti "Tuscania" nel comparto delle Operazioni speciali della Difesa italiana, quale Forza speciale di livello 2 (TIER 2).

## Gli operatori
Le specialità degli operatori delle forze speciali all'interno delle forze armate italiane, a seconda dell'ambiente operativo e della vocazione del reparto, che ricevono il brevetto, sono:
- Incursore
- Ranger Alpini paracadutisti
- Acquisitore obiettivi[7]
- Esploratore

Vi sono inoltre specialità per le forze di supporto:
- Mitragliere di bordo per operazioni speciali
- Operatore Stos (Supporto tattico operazioni speciali)

## Compiti

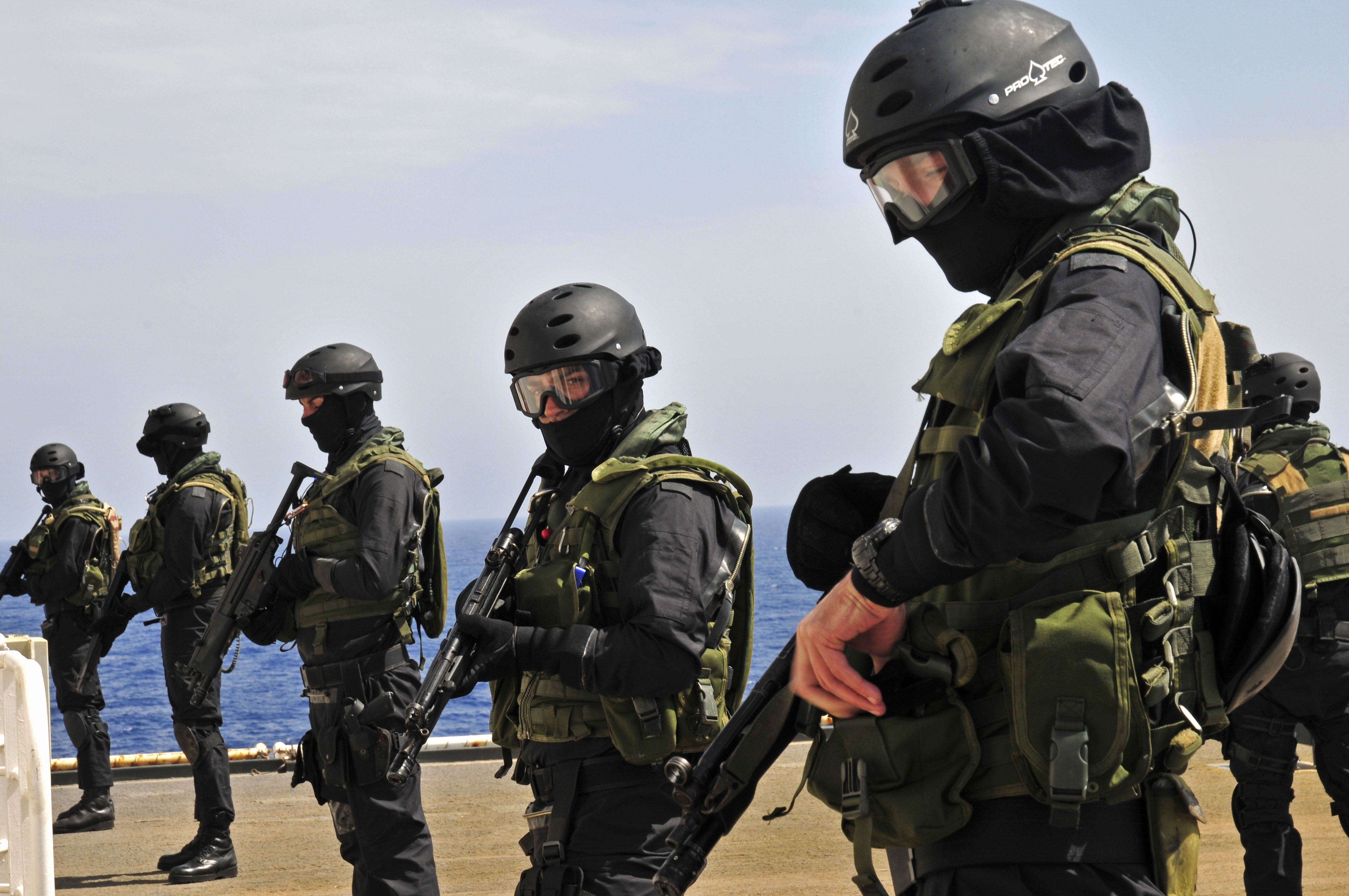
Commando del GOI del COMSUBIN

I principali compiti delle forze speciali italiane sono:
- azioni dirette (sabotaggi, incursioni in ambienti controllati dal nemico e contro obiettivi strategici, ricerca e salvataggio di ostaggi in zone di guerra, eliminazione degli ostacoli e preparazione del territorio per l'invio delle forze convenzionali);
- assistenza militare di vario tipo;
- ricognizioni speciali.

A queste si aggiungono:
- operazioni anti-terrorismo;
- evacuazione di connazionali da paesi a rischio;
- controproliferazione di materiale CNBR.

## Organizzazione

### Il comando interforze
Il Comando interforze per le operazioni delle forze speciali si occupa della pianificazione delle operazioni speciali per tutte le forze speciali Italiane; è posto alla diretta dipendenza del Capo di Stato Maggiore della Difesa. Dal COFS dipendono operativamente le forze speciali, e può essere richiesto ai rispettivi Stati Maggiori il temporaneo supporto delle Forze per operazioni speciali e in alcuni casi anche delle unità di coronamento.
Secondo quanto sancito da questo comando (vertice nazionale del comparto operazioni speciali) la traduzione NATO SOF è FS (Forze speciali). Infatti come si evince dal sito ufficiale solo i quattro reparti menzionali FS sono sotto il comando operativo del COFS. I reparti di supporto operativo alle operazioni speciali delle FS sono 11º Rgt. trasmissioni e 3º Reggimento elicotteri per operazioni speciali "Aldebaran".
Infine le Forze per operazioni speciali corrispondono alle forze con capacità di condurre operazioni speciali (al pari della fanteria leggera) o supporto al combattimento dedicato (riferimento AJP 3.5 NATO Special Operation doctrine). L’impiego di tali forze può essere richiesto dal COFS ai rispettivi comandi.

### Comandi di forza armata
Nel 2001 i Carabinieri hanno istituito la 2ª Brigata mobile carabinieri dove sono inquadrate tutte le unità che operano all'estero, compreso il GIS.
Nel 2007 l'Aeronautica militare ha istituito la 1ª Brigata aerea "operazioni speciali" per gestire il nuovo settore delle Forze speciali e delle Forze di protezione.
Nel 2013 l'Esercito italiano per uniformare procedure e metodi di addestramento delle proprie forze speciali,  ha istituito il Comando delle forze speciali dell'Esercito. Per l'impiego operativo questi reparti restano alle dipendenze del COFS.
Il Gruppo Operativo Incursori invece opera alle dipendenze dirette del capo di stato maggiore della Marina Militare.

## I Reparti
Fanno parte delle Forze speciali italiane sette reparti: 

### Esercito Italiano
- 9º Reggimento d'assalto paracadutisti "Col Moschin".

Nel 1961 viene costituito il Battaglione sabotatori paracadutisti e nel 1975 assume la denominazione di 9º Battaglione d'assalto paracadutisti "Col Moschin". Dal 1995 assume la denominazione attuale di Reggimento d'Assalto paracadutisti incursori “Col Moschin” ed è la prima forza speciale dell'esercito. Dalla sua nascita forza speciale TIER-1, oggi è inquadrato anche nel Comando delle forze speciali dell'Esercito. Il reparto è stato protagonista di numerose operazioni militari e antiterroristiche in tutto il mondo ed è l'unico ad aver partecipato a tutte le missioni all'estero dell'Esercito Italiano dal dopoguerra a oggi.
- 4º Reggimento alpini paracadutisti.

Sono definiti "Ranger" gli appartenenti a questo reparto, costituito il 25 settembre 2004 in reggimento, per trasformazione del Battaglione alpini paracadutisti "Monte Cervino". Specializzato per operazioni in montagna, viene inquadrato come "Forza per operazioni speciali". Infine, inquadrato nel COM.FO.S.E, nell'ottobre 2018 viene validato come forza speciale TIER-1.
- 185º Reggimento paracadutisti Ricognizione Acquisizione Obiettivi.

Il “185º Reggimento paracadutisti RAO “Folgore” è il reparto di forze speciali dell'Esercito composto da un particolare personale (Acquisitori obiettivi), per azioni di ricognizione, esplorazione e sorveglianza, addestrato ed equipaggiato per condurre l’intero spettro dei compiti tipici delle “operazioni speciali”.
Erede della BAO del 13º Gruppo acquisizione obiettivi "Aquileia" nel 2004 ebbe l'attuale denominazione. La Bandiera di guerra, appartenuta alle origini al 1º Reggimento Paracadutisti, è stata ereditata dal “RRAO” il 21 giugno 2013. Il reggimento, validato nel 2018 come forza speciale TIER-1, opera, come gli altri, alle dipendenze del Comando delle Forze Speciali dell’Esercito (COM.FO.S.E) ed è di stanza a Livorno.

### Marina Militare
- G.O.I. - Gruppo operativo incursori del COMSUBIN - Raggruppamento subacquei ed incursori "Teseo Tesei".

Il Gruppo Operativo Incursori (GOI), nasce il 25 aprile 1952 come Gruppo arditi incursori, sotto la guida della Medaglia d’argento al Valor Militare, l'aĺlora tenente di vascello Aldo Massarini, erede degli uomini dei mezzi di assalto e dei nuotatori paracadutisti della Regia Marina. Oltre alle operazioni in mare, anfibie e subacquee, sono stati addestrati al combattimento in montagna e alle attività di aviolancio. Alla fine degli anni '70 alcuni elementi del Gruppo Operativo Incursori (GOI) furono addestrati dal SAS inglese anche per specializzarsi nell'antiterrorismo e nel salvataggio ostaggi, come prima unità operativa dell’UNIS, nel 1977 (c.d. “Piano Trevi”). Il GOI è stato impiegato all’estero fin dalla seconda metà degli anni 50: in tempi più recenti, dal 2001 al 2005 nell'Operazione Enduring Freedom. Dal 2005 al 2022, operatori del GOI sono stati distaccati in Afghanistan nell'ambito dell'ISAF e inquadrati nella Task Force 45. Opera in stretto rapporto con il Reparto Eliassalto per le operazioni aviotrasportate.

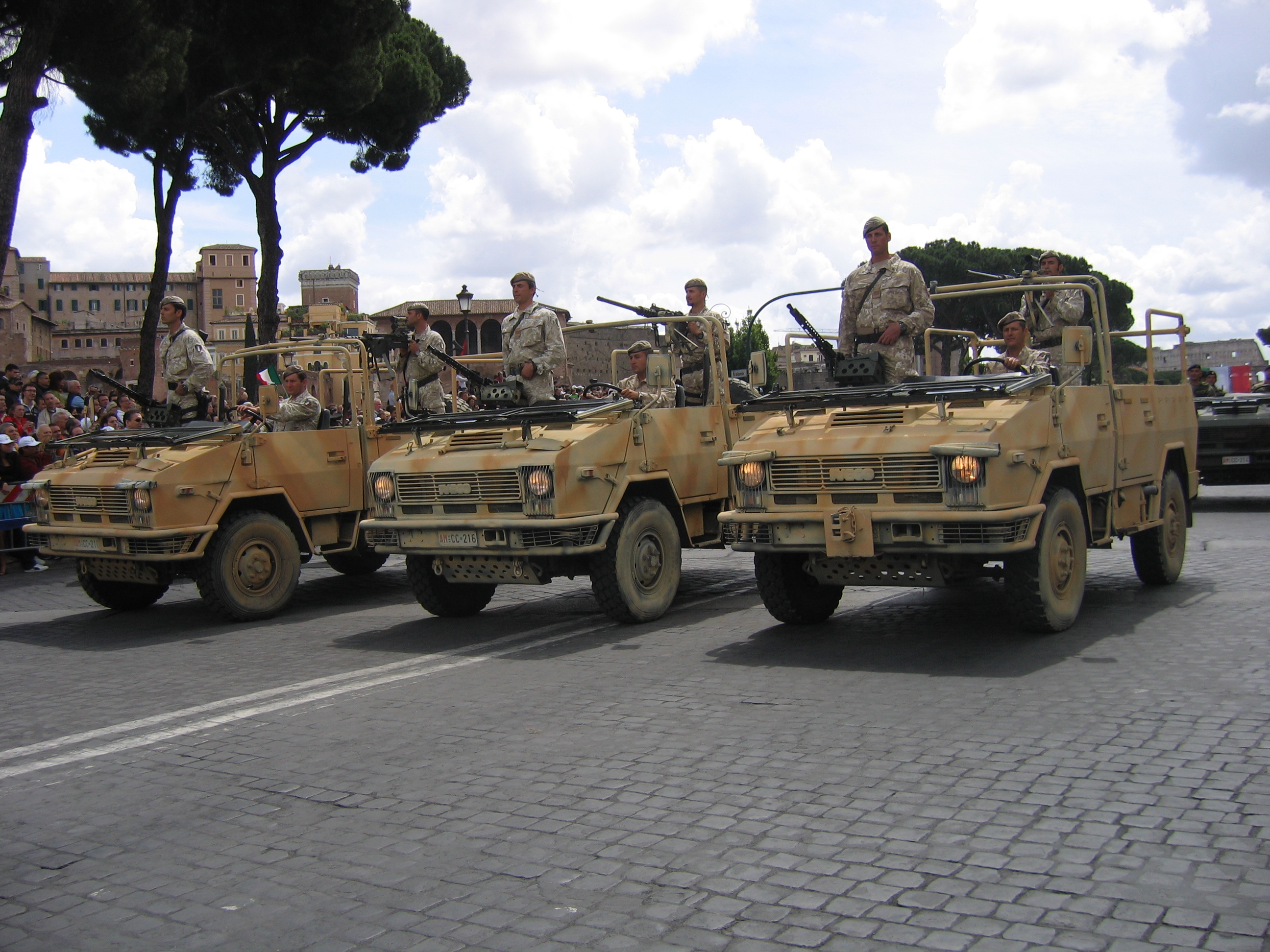
Incursori del 17º stormo

### Aeronautica Militare
- 17º Stormo incursori;

È il più giovane reparto delle forze speciali italiane. Viene costituito infatti il 1º marzo 2003 come "reparto incursori A.M.", che eredita le tradizioni delle analoghe specialità della Regia Aeronautica.
Il 2 aprile 2008 il reparto assume l'odierna denominazione di 17º Stormo incursori, con sede all'aeroporto di Furbara, inquadrato nella 1ª Brigata aerea "operazioni speciali".

### Carabinieri
- G.I.S. - Gruppo Intervento Speciale.

Nato nel 1978, da una Aliquota del 1º Battaglione Carabinieri Paracadutisti, come Unità d'élite delle Forze dell’Ordine (Teste di Cuoio), dal 2004 è anche Unità delle Forze Speciali, predisposta per ogni tipo di azione militare ad alto rischio nei Teatri Internazionali . il GIS è inquadrato nella Seconda Brigata Mobile Carabinieri ma dipende operativamente dal COFS. I suoi componenti sono gli unici tra le Forze Speciali italiane che hanno, oltre alla qualifica di Incursore, anche quelle di Ufficiale od Agente di Pubblica Sicurezza e di Polizia Giudiziaria.

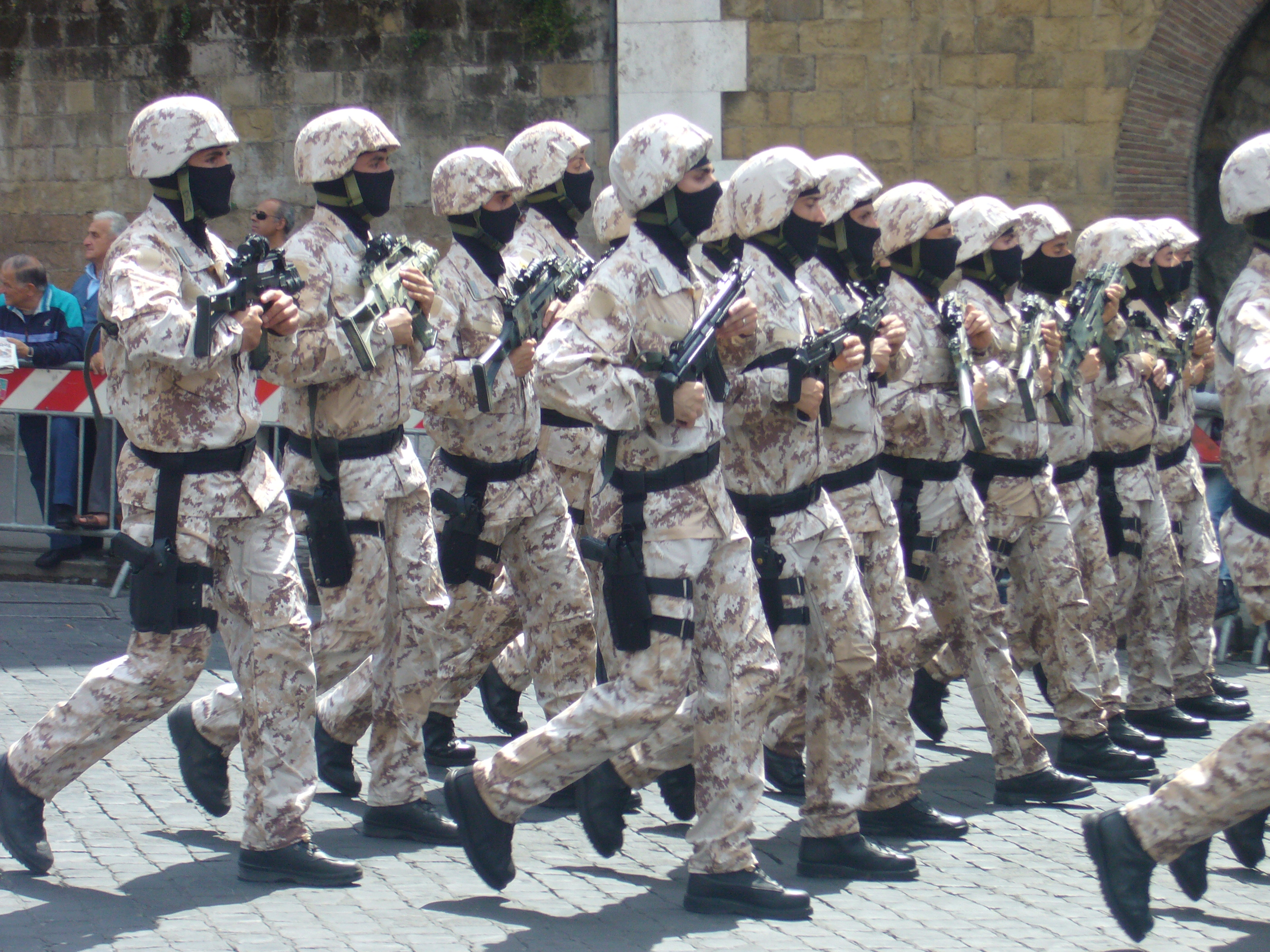
Gruppo di Intervento Speciale dell'Arma dei Carabinieri in tenuta desertica

Inizialmente il Reparto si è distinto in tutta Italia per efficienza ed eccellente preparazione in ambito antiterorrismo, ma dal 2000 il Reparto ha operato, e opera, all'estero, anche non ufficialmente, in diversi Teatri di guerra (Balcani, Afghanistan, Iraq, Corno d'Africa, ecc.) nonché in tutti i Paesi dove le sedi diplomatiche italiane si trovano più a rischio.
- 1º Reggimento Carabinieri Paracadutisti

Dal 2024 il Reggimento è entrato a far parte del COFS.

## Forze di supporto

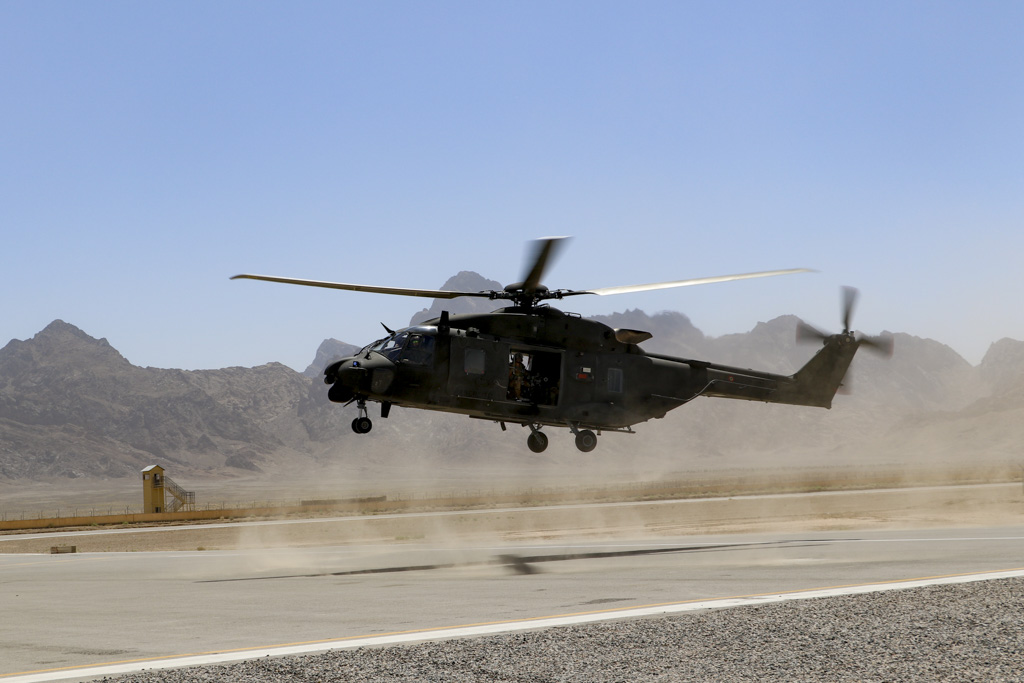
Elicottero da trasporto tattico NH90 dell'AVES in supporto operativo alla FOB di Farah in Afghanistan nel 2019

Oltre a questi reparti sono previsti dei reparti di supporto operativo per operazioni speciali. Questi reparti assumono sempre maggiore impiego. Vi sono inoltre reparti con capacità di condurre operazioni speciali di cui può avvalersi il COFS. Infine vi sono unità di coronamento per operazioni speciali (che non fanno parte delle forze speciali).

### Le unità di supporto operativo per operazioni speciali
Il supporto operativo delle operazioni speciali (SOOS) presuppone la disponibilità di unità di volo, altamente specializzate, ad ala fissa e rotante, per il trasporto tattico.
Si avvale inoltre di reparti con specifiche risorse per le trasmissioni e per le comunicazioni operative:
- 3º R.E.O.S. - Reggimento elicotteri operazioni speciali "Aldebaran" (Esercito Italiano);
- 21º Gruppo volo del 9º Stormo "Francesco Baracca" (Aeronautica Militare);
- Reparto Eliassalto del 1º Gruppo elicotteri, 4° Gruppo Elicotteri e 5° Gruppo Elicotteri (Marina Militare);
- 11º Reggimento trasmissioni (Esercito Italiano).
- 28º Reggimento comunicazioni "Pavia" (Esercito Italiano).

### Le unità di coronamento per operazioni speciali
Oltre alle "Unità di supporto operativo" il COFS si può avvalere, nella pianificazione delle missioni delle FS, anche di singoli reparti disponibili sul teatro operativo, come unità esploranti, scelti in base al grado di operatività o livello di addestramento. In mancanza anche parziale, in un teatro operativo, di forze per operazioni speciali, si può attingere quindi dal terzo livello.
Le unità di coronamento per operazioni speciali italiane (COS) sono:
- Compagnia combat support  del 1º Reggimento "San Marco" (Marina Militare);
- 1ª Compagnia del 1º Reggimento carabinieri paracadutisti "Tuscania" (Arma dei Carabinieri);
- Gruppo Fucilieri dell'aria dal 9º Stormo "F.Baracca" (Aeronautica Militare);
- Compagnia Stos Fucilieri dell'aria del 16º Stormo "Protezione delle Forze" (Aeronautica Militare);
- Plotone esploratori paracadutisti del 183º Reggimento paracadutisti "Nembo" (Esercito Italiano);
- Plotone esploratori paracadutisti del 186º Reggimento paracadutisti "Folgore" (Esercito Italiano);
- Plotone esploratori paracadutisti del 187º Reggimento paracadutisti "Folgore" (Esercito Italiano);
- 1º Squadrone Esploratori paracadutisti del Reggimento "Savoia Cavalleria" (3º)
- Plotone esploratori anfibi del Reggimento lagunari "Serenissima" (Esercito Italiano).